# Xuân Lập (xã)
Xuân Lập là một xã nằm ở phía bắc huyện Thọ Xuân, tỉnh Thanh Hóa, Việt Nam.

## Địa lý
Xã Xuân Lập nằm ở phía bắc huyện Thọ Xuân, có vị trí địa lý:
- Phía đông giáp xã Xuân Minh
- Phía tây giáp xã Quảng Phú và xã Xuân Tín
- Phía nam giáp xã Phú Xuân và xã Xuân Lai
- Phía bắc giáp huyện Yên Định.

Xã Xuân Lập có diện tích 9,13 km², dân số năm 2018 là 8.060 người, mật độ dân số đạt 883 người/km².

## Hành chính
Xã Xuân Lập được chia thành 10 thôn: Đại Thắng, Phú Vinh, Phú Xá 1, Phú Xá 2, Thọ Long, Trung Lập 1, Trung Lập 2, Trung Lập 3, Vũ Hạ, Vũ Thượng.

## Lịch sử
Xã Xuân Lập được thành lập vào tháng 10 năm 1953 trên cơ sở tách một phần diện tích và dân số của xã Minh Nghĩa.
Ngày 5 tháng 1 năm 1987, Hội đồng Bộ trưởng ban hành Quyết định 4-HĐBT. Theo đó, thành lập xã Thọ Thắng trên cơ sở 60,51 ha diện tích tự nhiên với 505 người của xã Xuân Tín; 111,89 ha diện tích tự nhiên và 647 người của xã Xuân Lập cùng 328,16 ha diện tích tự nhiên và 1.206 người của vùng kinh tế mới Tầm Viên.
Sau khi điều chỉnh địa giới hành chính để thành lập xã Thọ Thắng, xã Xuân Lập còn lại 436,11 ha diện tích tự nhiên và 5.578 người.
Đến năm 2018, xã Thọ Thắng có diện tích 2,90 km², dân số là 1.751 người, mật độ dân số đạt 604 người/km². Xã Xuân Lập có diện tích 6,23 km², dân số là 6.309 người, mật độ dân số đạt 1.013 người/km², có 4 làng văn hóa truyền thống được chia làm 9 thôn:
- Làng Phú Xá gồm 3 thôn: Phú Xá 1, Phú Xá 2, Phú Xá 3
- Làng Vũ Thượng gồm 2 thôn: Vũ Thượng 1, Vũ Thượng 2
- Làng Vũ Hạ gồm 1 thôn: Vũ Hạ
- Làng Trung Lập gồm 3 thôn: Trung Lập 1, Trung Lập 2, Trung Lập 3.

Ngày 16 tháng 10 năm 2019, Ủy ban Thường vụ Quốc hội ban hành Nghị quyết số 786/NQ-UBTVQH14 về việc sắp xếp các đơn vị hành chính cấp xã thuộc tỉnh Thanh Hóa (nghị quyết có hiệu lực từ ngày 1 tháng 12 năm 2019). Theo đó, sáp nhập toàn bộ diện tích và dân số của xã Thọ Thắng vào xã Xuân Lập.

## Di tích
Di tích lịch sử kiến trúc Lê Hoàn gồm: 
- Đền thờ Lê Hoàn
- Đền thờ thần Lý Kim Ngô
- Lăng Hoàng Khảo
- Lăng Quốc Mẫu
- Lăng cha nuôi Lê Ðột
- Đền sinh thánh.